# Olindias
Olindias è un genere di idrozoi della famiglia Olindiidae.

## Tassonomia
Comprende le seguenti specie:
- Olindias formosus (Goto, 1903)
- Olindias malayensis Maas, 1905
- Olindias phosphorica (delle Chiaje, 1841)
- Olindias sambaquiensis Müller, 1861
- Olindias singularis Browne, 1905
- Olindias tenuis (Fewkes, 1882)